# Karen Carpenter (album)
Karen Carpenter è l'unico album in studio da solista della cantante e batterista statunitense Karen Carpenter (The Carpenters), pubblicato postumo nel 1996 e registrato nel periodo 1979-1980.

## Tracce
1. Lovelines – 5:06
2. All Because of You – 3:31
3. If I Had You – 3:54
4. Making Love in the Afternoon (feat. Peter Cetera) – 3:57
5. If We Try – 3:46
6. Remember When Lovin' Took All Night – 3:50
7. Still in Love with You – 3:15
8. My Body Keeps Changing My Mind – 3:46
9. Make Believe It's Your First Time – 3:12
10. Guess I Just Lost My Head – 3:36
11. Still Crazy After All These Years – 4:17
12. Last One Singin' the Blues (bonus track) – 3:29